# Fressies
Fressies ist eine französische Gemeinde mit 573 Einwohnern (Stand 1. Januar 2022) im Département Nord in der Region Hauts-de-France. Sie gehört zum Kanton Cambrai im Arrondissement Cambrai.

## Geografie
Die Gemeinde Fressies liegt am Fluss Sensée und dem parallel verlaufenden Canal de la Sensée, zehn Kilometer nördlich von Cambrai. Die Gemeinde Fressies grenzt im Nordosten an Féchain, im Osten an Hem-Lenglet, im Südosten an Abancourt, im Südwesten an Épinoy, im Westen an Aubencheul-au-Bac sowie im Nordwesten an Aubigny-au-Bac.

## Geschichte
Das Dorf existierte schon im 12. Jahrhundert. Frühere Ortsnamen waren „Freseis“ und „Fressies“ oder „Frissies“.

### Bevölkerungsentwicklung
| Jahr                       | 1962 | 1968 | 1975 | 1982 | 1990 | 1999 | 2011 | 2020 |
| Einwohner                  | 393  | 356  | 363  | 371  | 480  | 509  | 565  | 572  |
| Quellen: Cassini und INSEE |      |      |      |      |      |      |      |      |

## Sehenswürdigkeiten

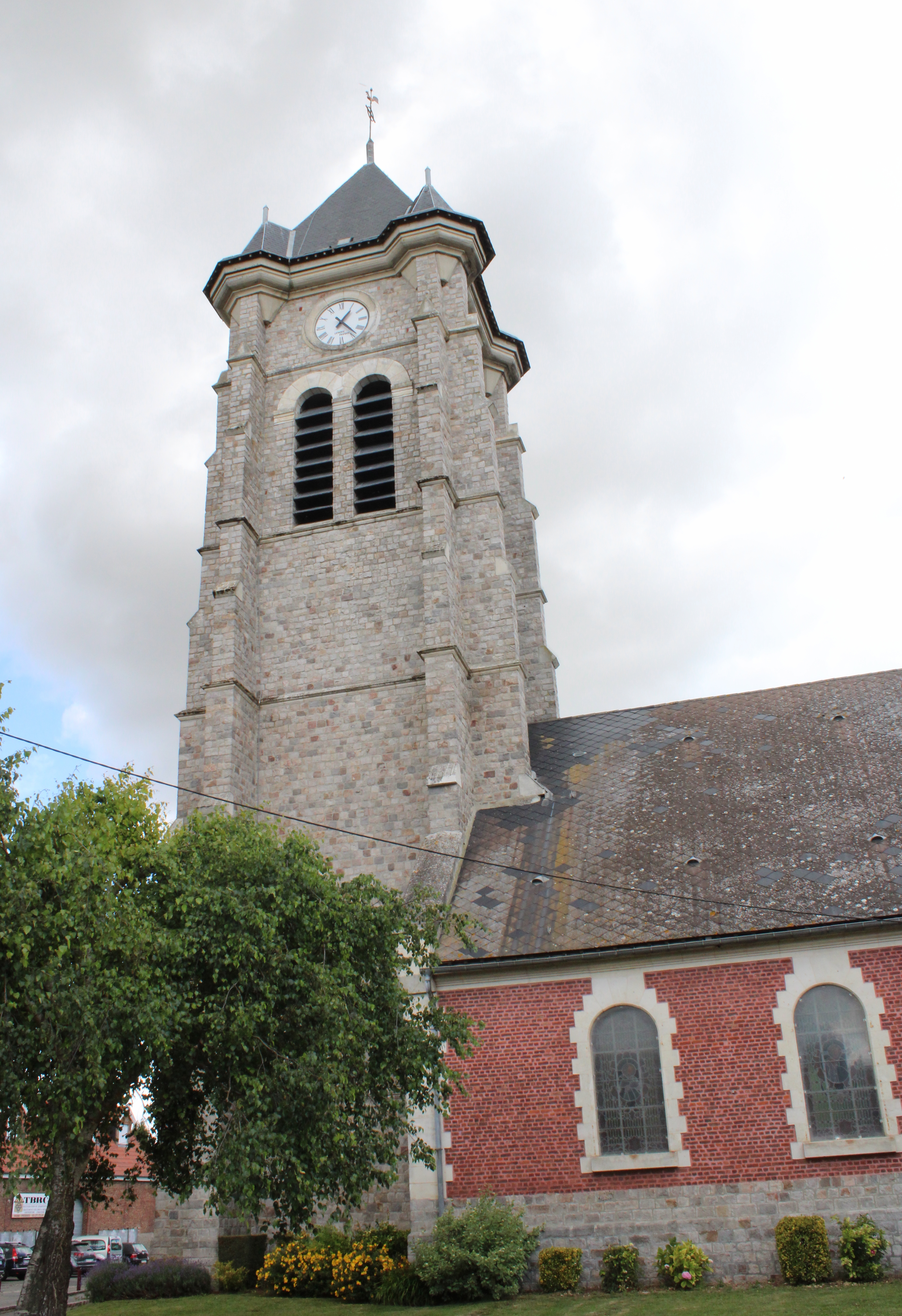
Kirche Saint-Géry
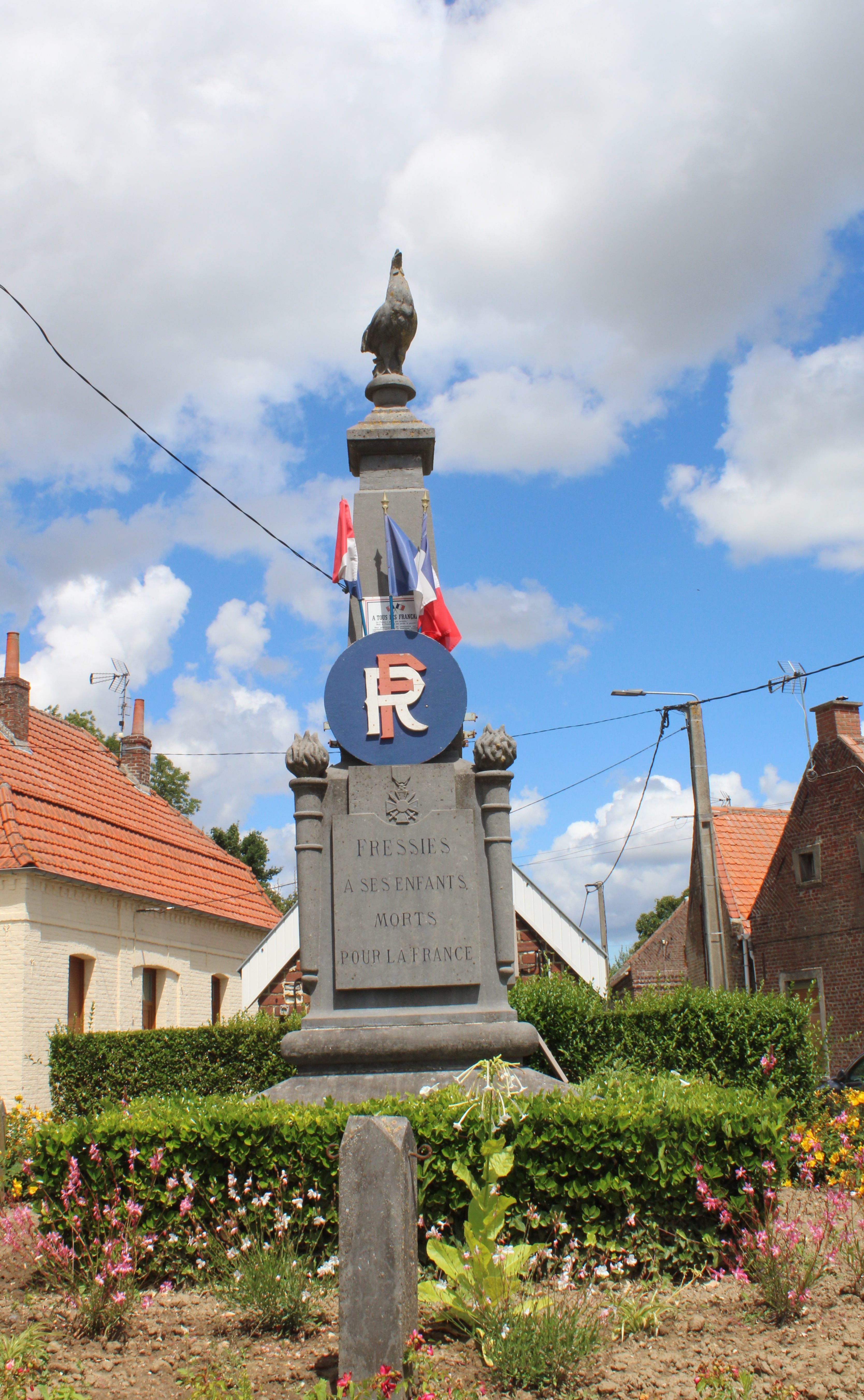
Gefallenendenkmal

- Kirche Saint-Géry
- Gefallenendenkmal